# اپل I
اپل I (به انگلیسی: Apple I or Apple-1) یا اپل یک، یک رایانهٔ شخصی است که در سال ۱۹۷۶ توسط شرکت اپل به بازار عرضه شد. این رایانه توسط استیو وازنیک طراحی و دست‌ساز شد. دوست وازنیک، یعنی استیو جابز، ایدهٔ فروش این رایانه را داشت. اپل I نخستین محصول اپل بود. این رایانه، که دارای پردازشگر ۱ مگاهرتز و ۴ کیلوبایت حافظه بود، ۶۶۶ دلار قیمت داشت و ساخت آن تا سال ۱۹۷۷ ادامه داشت.

## تاریخچه

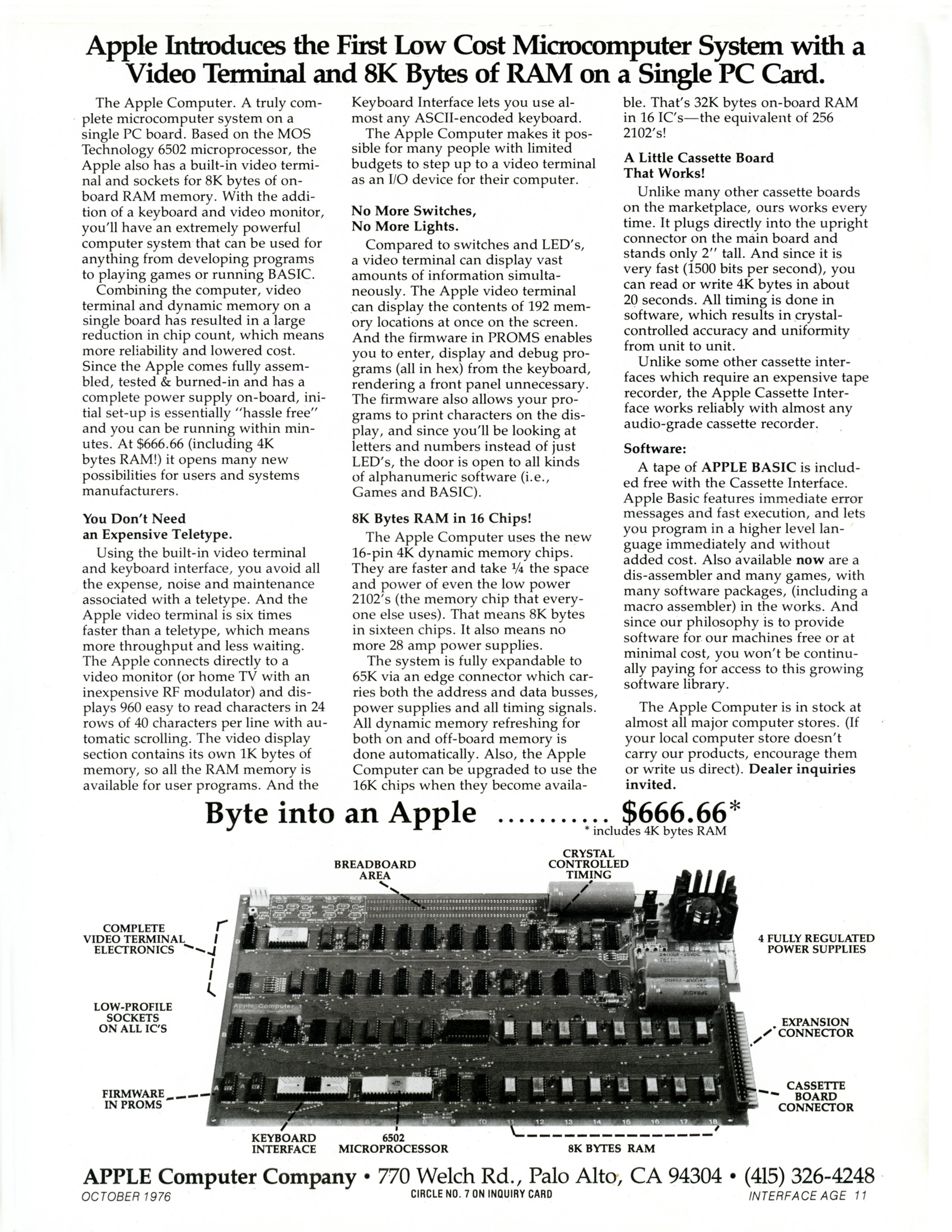
آگهی اولیهٔ فروش اپل ۱

فروش اپل I در ژوئیهٔ ۱۹۷۶ به قیمت ۶۶۶٫۶۶ دلار آغاز شد. از آنجا که وازنیک از تکرار اعداد خوشش می‌آید، آنها را به مغازه‌های محلی با قیمت ۵۰۰ دلار فروخت. در حدود ۲۰۰ دستگاه تولید شد. برخلاف رایانه‌های دیگرِ آن زمان، که به‌عنوان رایانه کیت فروخته می‌شد. اپل ۱ با ۶۰ عدد تراشه مونتاژ شده بود. با این حال، برای کار کردن با کامپیوتر، کاربران نیاز داشتند به اضافه کردن مواردی از قبیل: ترانسفورماتور منبع تغذیه، سوئیچ قدرت، صفحه‌کلید اسکی (استاندارد) و نمایشگر ویدئو.

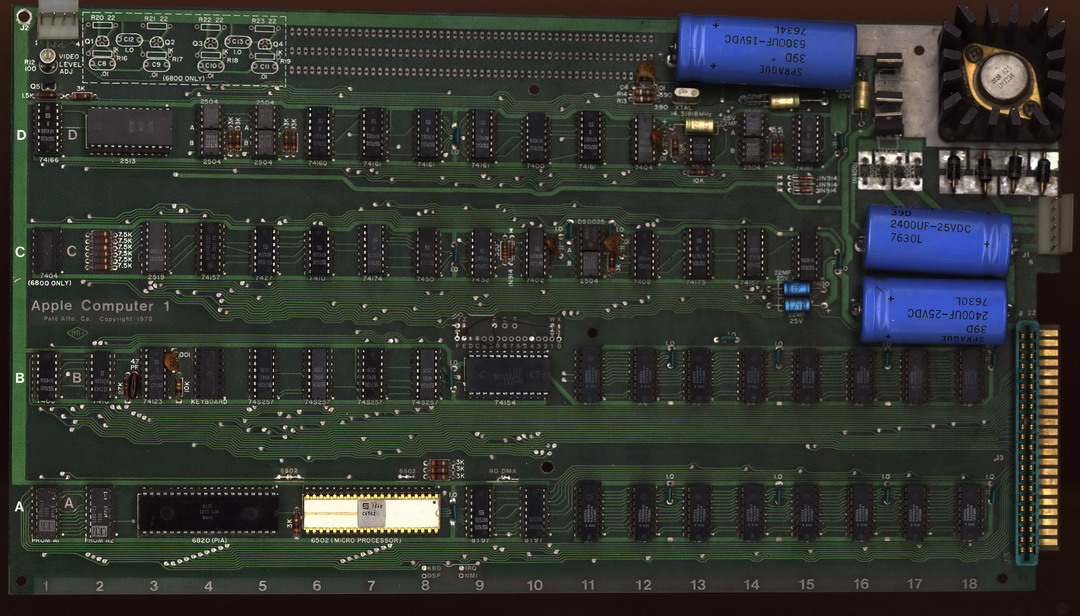
برد مداریِ اپل ۱